# Acer buergerianum
L'acero tridente (Acer buergerianum Miq.) è un albero deciduo della famiglia delle Sapindaceae originario della Cina orientale e di Taiwan.